# Alex Monis
Alex James Weathers Monis (* 20. März 2003 in Downers Grove, Illinois, Vereinigte Staaten) ist ein philippinisch-US-amerikanischer Fußballspieler, der hauptsächlich als Stürmer auf der Position Rechtsaußen eingesetzt wird.

## Karriere

### Klub
Ab 2015 war Monis Teil der Academy von Chicago Fire und ging hier zur Saison 2020 in den MLS-Kader über. In diesem bekam er jedoch auch aufgrund der COVID-19-Pandemie keine Einsätze und erst eine Leihe zu Forward Madison in die USL League One ab Juli des Jahres 2020 brachte ihm erste Kurzeinsätze im Erwachsenenbereich. Nachdem er im November 2020 wieder zurück zu Fire gegangen war, folgte im Sommer 2021 nochmal eine kurze Leihe, ehe er am 7. November 2021 zum Ende der Saison 2021 sein Debüt in der MLS gab. Bei der 0:2-Niederlage gegen Columbus Crew wurde er in der 71. Minute für Chinonso Offor eingewechselt. Den größten Teil der Spielzeit 2022 verbrachte er bei der Zweitvertretung in der MLS Next Pro. Lediglich am letzten Spieltag der MLS-Saison 2022 kam er kurz vor Schluss noch zum Einsatz. Bei dem 1:1 gegen New England Revolution kam er in der 89. Minute für Chris Mueller aufs Feld und erzielte in der 90. + 2. Minute noch den späten Ausgleich.
Auch in seiner dritten MLS-Saison 2023 kam er nicht oft zum Einsatz, meistens kam er bei der zweiten Mannschaft zum Zug. Diesmal folgte von September bis November eine Leihe zu den Rio Grande Valley Toros, bei denen er in der USL Championship zumindest ein paar weitere Einsätze sammeln konnte. Nach dem Ablauf des Jahres endete seine Zeit mit Chicago Fire. Seit Anfang 2024 steht er bei New England Revolution unter Vertrag, auch hier ist er lediglich Teil der Zweitvertretung in der MLS Next Pro.

### Nationalmannschaft
Ab April 2018 hatte Monis einige Einsätze für die US-amerikanische U-16-Nationalmannschaft, für weitere Auswahlmannschaften wurde er nicht nominiert.
Im Juni 2024 wurde er für die letzten Zweitrundenspiele der Qualifikationsphase für die Weltmeisterschaft 2024 für die A-Nationalmannschaft der Philippinen nominiert. Für diese debütierte er am 6. Juni 2024 bei einer 2:3-Niederlage gegen Vietnam. Er stand in der Startelf und wurde in der 70. Minute für OJ Porteria ausgewechselt. Nach einem weiteren Einsatz in der Qualifikation ein paar Tage später, schied seine Mannschaft als Gruppenletzter aus dem Wettbewerb aus. Seitdem folgten für ihn in den folgenden Monaten noch weitere Freundschaftsspiele, in denen er zumeist auch längere Einsatzzeiten bekam.